# Schubertellinae
Schubertellinae es una subfamilia de foraminíferos bentónicos de la familia Schubertellidae, de la superfamilia Fusulinoidea, del suborden Fusulinina y del orden Fusulinida. Su rango cronoestratigráfico abarca desde el Moscoviense (Carbonífero inferior) hasta el Murgabiense (Pérmico superior).

## Discusión
Clasificaciones más recientes incluyen Schubertellinae en la superfamilia Schubertelloidea, y en la subclase Fusulinana de la clase Fusulinata.

## Clasificación
Schubertellinae incluye a los siguientes géneros:
- Eoschubertella †
- Fusiella †
- Kwantoella †
- Mesoschubertella †
- Neofusulinella †
- Neoschubertella †
- Schubertella †
- Grovesella †

Otros géneros considerados en Schubertellinae son:
- Depratella †, aceptado como Neofusulinella
- Multiavoella †, aceptado como Neofusulinella
- Pseudoschubertella †, aceptado como Eoschubertella